# Кизилкак
Кизилка́к (каз. Қызылқақ) — село у складі Іртиського району Павлодарської області Казахстану. Входить до складу Коскольського сільського округу.
Населення — 248 осіб (2021; 280 у 2009, 522 у 1999, 922 у 1989).
Національний склад станом на 1989 рік:
- казахи — 66 %.

Станом на 1989 рік село називалось Западне.